# Baron Keane
Baron Keane, of Ghuznee in Afghanistan and of Cappoquin in the County of Waterford, war ein erblicher britischer Adelstitel in der Peerage of the United Kingdom.

## Verleihung und Geschichte des Titels
Der Titel wurde am 23. Dezember 1839 für den britischen General Sir John Keane geschaffen. Die territoriale Widmung des Titels bezieht sich auf dessen Sieg in der Schlacht von Ghazni im Ersten Anglo-Afghanischen Krieg.
Der Titel erlosch beim Tod seines jüngeren Sohnes, des 3. Barons, am 27. November 1901.

## Liste der Barone Keane (1839)
- John Keane, 1. Baron Keane (1781–1844)
- Edward Keane, 2. Baron Keane (1815–1882)
- John Keane, 3. Baron Keane (1816–1901)